# Модель Юрия Лотмана
Модель Юрия Лотмана – теория семиотической модели коммуникации. Была разработана советским и российским литературоведом, культурологом и семиотиком Юрием Михайловичем Лотманом.

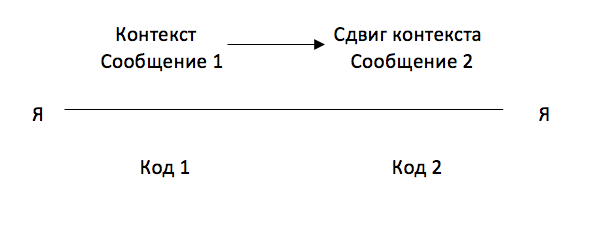
Схематическое изображение модели коммуникации Ю. Лотмана

## Предпосылки
Юрий Лотман пришёл к своей теории путём глубокого анализа работ других учёных и лингвистов.
Первой из наиболее известных теорий коммуникации считается модель выдвинутая Аристотелем. В своей работе он выделял три компонента коммуникации "Оратор - Речь - Аудитория". Такая схема универсальна - она отражает коммуникативный акт как в устной, так и в письменной формах. Модель была практически неизменна вплоть развития массовых коммуникаций в виде радио и кино в XX в.
Классической в социологии массовых коммуникаций считается модель, предложенная Г. Лассуэллом в статье "The structure and function of communication in society"в 1948 г. Пятиэлементная линейная модель коммуникации общества отражала всю структуру коммуникации. Самый удобный способ описания процесса коммуникации состоит в ответе на следующие вопросы:
- кто сообщает?
- что именно?
- по каким каналам?
- кому?
- с каким эффектом?

В дальнейшем эта модель была дополнена американскими учёными К. Шэнноном и У. Уивером. "Шумовая модель коммуникации К. Шеннона - У. Ривера" включала в себя, помимо всего прочего, ещё и принципиально новые структурные элементы, затрудняющие коммуникацию – шумы. Модель схематически принимает следующий вид:

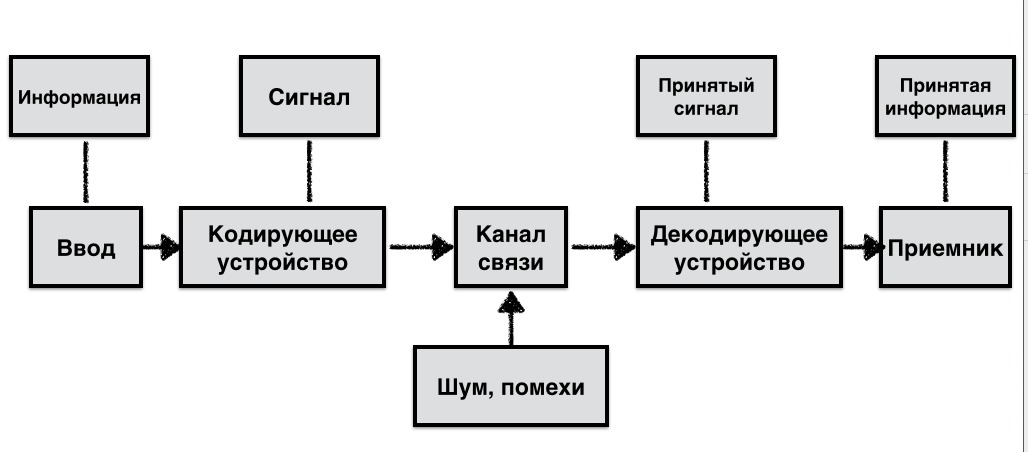
Схематичное изображение шумовой модели коммуникации Шэннона-Уивера

Одним из тех от чьей идеи Лотман отталкивался был Р. Якобсон. Тот в своей работе «Лингвистика и поэтика»определил, что любое речевое событие, любой акт речевого общения состоит из некоторых факторов, каждому из которых соответствует определённая функция.

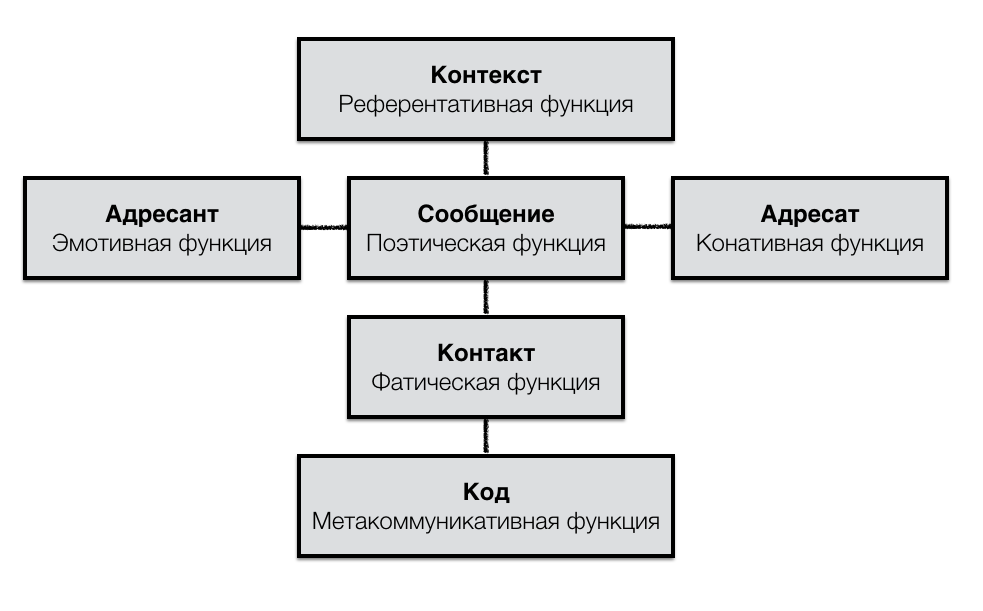
Схематичное изображение функциональной модели коммуникации Р. Якобсона

## Суть модели
В основе теории семиотической модели коммуникации Юрия Лотмана лежит несколько отправных принципов:
- Во-первых, Лотман был согласен с моделью коммуникации, выдвинутой Якобсоном, однако считал её слишком абстрактной. По мнению Лотмана, код адресанта и адресата не может быть одинаковым. Кроме того, за коммуникацией стоит история, поскольку язык – это не только код. Именно поэтому коммуникаторы должны учитывать коды, которыми уже обладает партнёр.
- Во-вторых, Юрий Лотман утверждал, что любая коммуникация – это перевод с языка моего «я» на язык твоего «ты». "Самая возможность такого перевода обусловлена тем, что коды обоих участников коммуникации, хотя и не тождественны, но образуют пересекающиеся множества"[3] — считал Лотман.
- В-третьих, он выделял две коммуникативные модели "Я - ОН" и "Я - Я". Автокоммуникация "Я - Я" придаёт новый смысл сообщению, перекодируя его, путём внедрения второго добавочного кода. К тому же, передача сообщения самому себе может трактоваться как перестройка личности. Таким образом, коммуникацию "Я - Я" можно считать внутренней и основанной на получение кода, а коммуникацию "Я - ОН" —внешней, основанной на получение сообщения.
- В системе “Я — ОН” переменными оказываются обрамляющие элементы модели (адресант заменяется адресатом), а постоянными — код и сообщение. Сообщение и содержащаяся в нем информация константны, меняется же носитель информации. В системе “Я — Я” носитель информации остается тем же, но сообщение в процессе коммуникации переформулируется и приобретает новый смысл. Это происходит в результате того, что вводится добавочный — второй — код и исходное сообщение перекодируется в единицах его структуры, получая черты нового сообщения.[4]

- Кроме того, он определил и создал модель литературной коммуникации. Основной идеей является то, что автор сообщения должен заложить новый взгляд на какую-либо идею, т.е. предложить новую деавтоматизацию. Другими словами, в тот момент, когда человек привыкает к определённой форме повествования, автору необходимо дать новую идею для возвращения внимания. Таким образом, структура самого сообщения должна состоять из ряда цепочек.
- Для того чтобы общая структура текста сохраняла информативность, она должна постоянно выводиться из состояния автоматизма, которое присуще нехудожественным структурам. Однако одновременно работает и противоположная тенденция: только элементы, поставленные в определенные предсказываемые последовательности, могут выполнять роль коммуникативных систем. Таким образом, в структуре художественного текста одновременно работают два противоположных механизма: один стремится все элементы текста подчинить системе, превратить их в автоматизованную грамматику, без которой невозможен акт коммуникации, а другой — разрушить эту автоматизацию и сделать самое структуру носителем информации.[3]

- По мнению Юрия Лотмана, культура – это генератор различных кодов. Таким образом все явления культуры можно трактовать как различные коммуникативные механизмы, а значит и различные языки. Из этого следует приоритет лингвистических методов анализа. Важность такого рода механизмов связана также с обращения к первичным и вторичным моделирующим системам. Первичной системой является язык, вторичной — литература, театр, кино. Вторичная система включала в себя большое число языковых характеристик, поскольку она основывается все же на языке. Тем самым можно сделать вывод, что лингвистический инструментарий имеет особую важность. Лотман в целом заложил основы коммуникативного анализа культуры, анализируя её как коммуникативный механизм.[5]

## В массовой культуре
Юрий Лотман придерживаясь своей идеи того, что "за коммуникацией стоит история"  предложил разграничить фольклорное и современное искусство. Он обратил внимание на существенно разное отношение аудитории к тексту в этих видах искусства. 
- В нефольклорном искусстве существует строгое разграничение автора и аудитории. Автор возвышается над читателем и ведёт его за собой, предоставляя определённую информацию. В том случае, если читатель вносит свой вклад, то это чаще всего искажает основную мысль, которую хотел донести автор.
- Что касается фольклорного жанра, то он как раз провоцирует зрителя или слушателя действовать, вмешиваться, помогать, мешать т.д. Лотман отмечал, что фольклорное искусство может быть удачно использовано при создании различного рода перформансов.

В случае с фольклорным искусством адресат представлен собственным именем, в отличие от абстрактного собеседника нефольклорного жанра, где есть лишь отсылки на общую для всех память. В первом случае нет необходимости загромождать текст ненужными подробностями, уже имеющимися в памяти адресата. Массовая культура даёт участнику возможность перейти от пассивной роли к более активной, тем самым давая включиться в коммуникативное событие. Такая особенность заставляет автора терять часть своей активности. Юрий Лотман утверждает, что память культуры и наше о ней представление не совпадают. "Механизмы памяти культуры обладают исключительной реконструирующей силой. Это приводит к парадоксальному положению: из памяти культуры можно вынести больше, чем в неё внесено".

## Критика
Профессор Д. Соболев в своей работе "Лотман и структурализм: Опыт невозвращения" указывает на заявление Лотмана о том, что все знаковые системы строятся по типу языка. В то же время, определение языка по Лотману слишком обширно: "всякая система, служащая целям коммуникации между двумя или многими индивидами, может быть определена как язык". В работах Лотмана указывается информация о языках “театра, кино, живописи, музыки”, а также “об обычаях, ритуалах, торговле, религиозных представлениях” как языках. Однако, как считает Д. Соболев, если вернуться к определению Лотмана о языке, то список языков должен быть ещё шире. Тем самым Д. Соболев считает, что данное определение сразу ставит под сомнение применение всей модели.